# Get Your Hands off My Woman
Get Your Hands off My Woman è un singolo del gruppo rock britannico The Darkness, pubblicato nel 2003 ed estratto dall'album Permission to Land.

## Tracce
- CD Singolo

1. Get Your Hands off My Woman - 3:18
2. The Best of Me - 3:18
3. Get Your Hands off My Woman (Clean Radio Version) - 3:07

- 7" Vinile

1. Get Your Hands off My Woman - 3:18
2. The Best of Me - 3:18